# Església de l'Assumpció de Cretes
L'església parroquial de l'Assumpció de Cretes (Província de Terol, Espanya), sub invocatione Assumptionis Beatae Mariae Virginis, com era costum al S. XIII, és un edifici gòtic-renaixentista del segle xvi, construït en pedra carreu, que conforma un rotund i compacte volum en el qual predomina clarament el massís sobre el buit. Consta d'una àmplia i elevada nau única de quatre trams amb petites capelles entre els contraforts, capçalera poligonal i cor alt als peus. La sobrietat de l'interior del conjunt, cobert amb diversos tipus de voltes de creueria estrelada, només es trenca en el cor, dotat d'una balustrada clàssica.
D'altra banda, a l'exterior destaca la magnífica façana realitzada en estil manierista conjugant diversos motius clàssics. Apareix flanquejada per un orde gegant de columnes acanalades jòniques que suporten un frontó que emmarca un altre cos menor de dos pisos. El pis inferior apareix flanquejat per dos parells de columnes que subjecten un entaulament sobre el qual es desenvolupa el segon cos, format per cinc fornícules rematades per un altre frontó triangular, sobre el qual s'obren dos òculs.
A la seva dreta s'alça l'elevada torre de planta octogonal i quatre cossos de paraments llisos acabats en terrassa. La resta dels paraments exteriors només es veuen animats per la presència de potents contraforts en la meitat superior de l'edifici.